# Pristimantis platydactylus
Espèce
Synonymes
- Hylodes platydactylus Boulenger, 1903
- Eleutherodactylus platydactylus (Boulenger, 1903)
- Eleutherodactylus bockermanni Donoso-Barros, 1970
- Eleutherodactylus bokermanni Donoso-Barros, 1970

Statut de conservation UICN

 LC  : Préoccupation mineure
Pristimantis platydactylus est une espèce d'amphibiens de la famille des Craugastoridae.

## Répartition
Cette espèce est endémique se rencontre entre 1 000 et 3 470 m d'altitude :
- au Pérou dans les régions d'Ayacucho, de Cuzco, de Madre de Dios et de Puno ;
- en Bolivie dans les départements de La Paz, de Cochabamba et de Santa Cruz.

## Description
L'holotype mesure 32 mm.

## Publication originale
- Boulenger, 1903 : Descriptions of new batrachians in the British Museum. Annals and Magazine of Natural History, sér. 7, vol. 12, p. 552-557 (texte intégral).